# Sokił (obwód winnicki)
Sokił (ukr. Сокіл) – wieś na Ukrainie, w obwodzie winnickim, w rejonie czerniweckim, nad Łozową. W 2001 roku liczyła 1342 mieszkańców.